# 环翠楼街道
环翠楼街道，是中华人民共和国山東省威海市环翠区下辖的一个乡镇级行政单位。

## 行政区划
环翠楼街道下辖以下地区：
东北村社区、红光社区、布谷夼社区、西北村社区、西门外社区、海城社区、石河社区、南山社区、前进村社区、大众社区、大桥社区、塔山社区、塔中社区、胜利社区、杏花村社区、同德社区、峰泉社区和鸿武社区。